# Lasioglossum cressonii
Lasioglossum cressonii là một loài Hymenoptera trong họ Halictidae. Loài này được Robertson mô tả khoa học năm 1890.